# イギリス軍
イギリス軍（イギリスぐん、英: British Armed Forces）、または国王/女王陛下の軍 （こくおう/じょおうへいかのぐん、英: His/Her Majesty's Armed Forces）は、イギリスの保有する軍隊。公文書ではアームド・フォーシズ・オブ・ザ・クラウン （英: Armed Forces of the Crown）と言及される。

## 概要
イギリス、その海外地域、およびイギリスの王室属領の防衛を担当する軍事組織で、イギリスのより広い利益を促進し、国際的な平和維持のための努力を支持し、人道援助を提供する。
現在のイギリスに続く1707年のグレートブリテン連合王国の成立以来、イギリス軍は七年戦争、ナポレオン戦争、クリミア戦争、第一次世界大戦、第二次世界大戦など世界の列強が関わる多くの主要な戦争での戦闘を経験した。イギリスは紛争に繰り返して勝利したことで、世界有数の軍事および経済大国の地位を確立した。
今日のイギリス軍は、75の船の艦隊を所有する外洋海軍であるイギリス海軍、および非常に特殊な水陸両用軽歩兵から構成されるイギリス海兵隊、主要な陸戦部隊であるイギリス陸軍、固定翼機と回転翼機の両方で構成される多様な運用艦隊を持ち技術的に洗練された空軍であるイギリス空軍により構成されている。イギリス軍は、常備軍、正規予備役、志願兵補充部隊および後援予備役を有する。
軍の構成員が忠誠を宣誓する最高司令官は、イギリスの君主で現在は国王チャールズ3世である。名目上であり国王大権は首相ないし内閣の助言に従い行使されるため、事実上の総指揮権は首相にある。イギリスの議会は平時の常備軍を禁じる権利の章典の定めに従い、少なくとも5年に1回毎に国軍法を可決して、イギリス陸軍の存続を承認している。他の海軍、空軍、海兵隊など他の全ての軍部隊はこの法律の定めにない。イギリス軍は国防大臣が率いる国防省の国防委員会によって管理される。
イギリスは承認された核保有国5か国の一つで、国際連合安全保障理事会（国連安保理）の常任理事国とNATO軍事同盟の創設国でリード国でもあり、5か国防衛取極に関わる。イギリス本土のほか、アセンション島、バーレーン、バミューダ、イギリス領インド洋地域、ブルネイ、カナダ、キプロス、フォークランド諸島、ドイツ、ケニア、モントセラト、ネパール、カタール、シンガポールに駐屯地などの施設を有している。

## 歴史

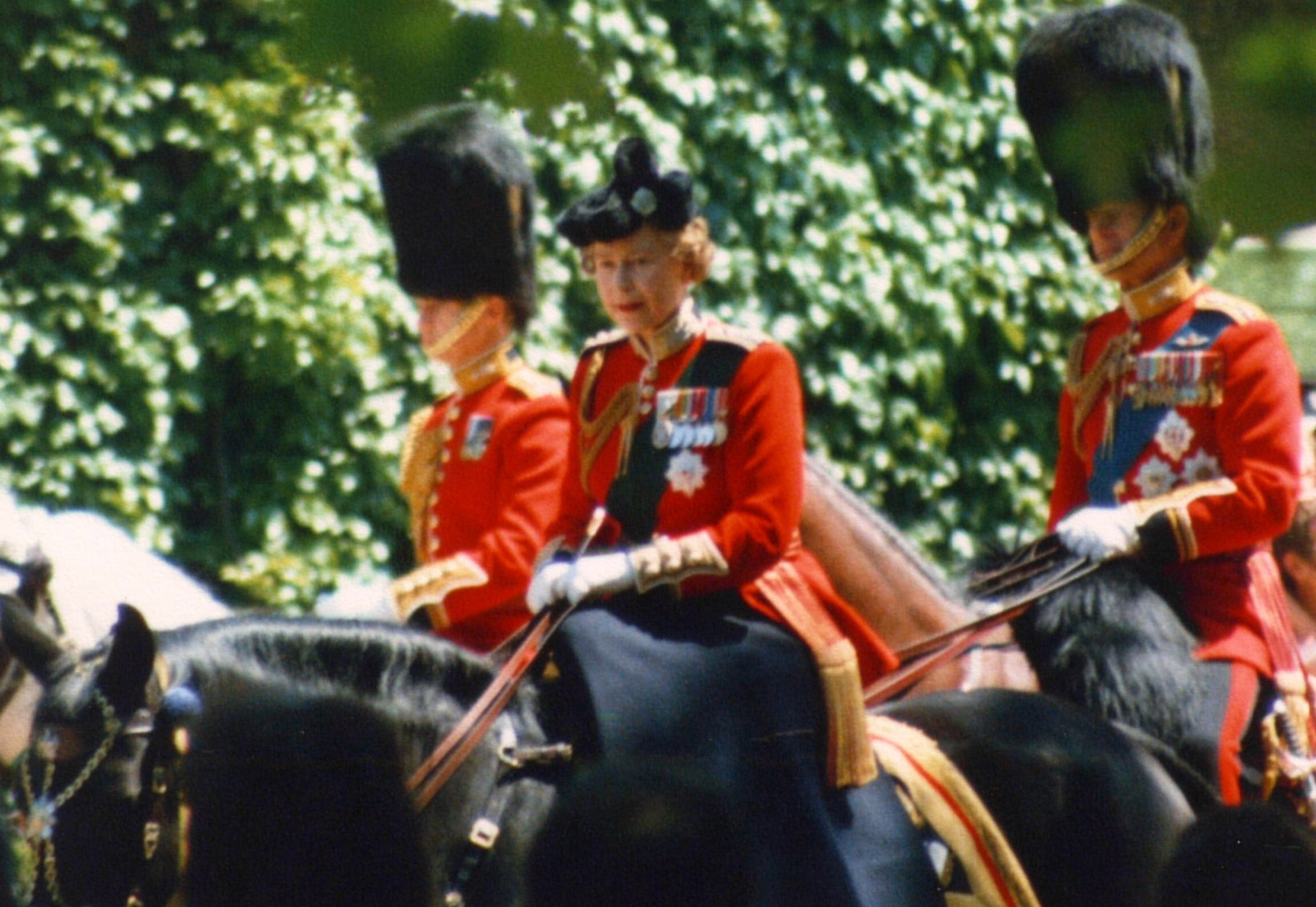
1952年2月6日の即位時より亡くなるまで、名目上のイギリス軍最高指揮権者であった女王エリザベス2世。（1986年撮影）

イギリスの軍事は歴史が長く、特に17世紀から複雑で世界史に大きな影響を与えた。世界の人口のうち4分の1がイギリス帝国の臣民で、陸地の総面積も4分の1を領有した。現在まで続くイギリス軍は、1707年にグレートブリテン連合王国の軍隊としてイングランド軍とスコットランド軍の合併によって形作られた。
イギリス人が参戦した重要な戦いは、18世紀から19世紀前期にかけて起きたナポレオン戦争と七年戦争、19世紀中期のアヘン戦争、アロー戦争、クリミア戦争、20世紀の第一次世界大戦、第二次世界大戦があった。
イギリス軍は第二次世界大戦の終結後も活発な活動を続け、北アイルランド、キプロス、ドイツ、ジブラルタル、ブルネイ、フォークランド諸島など、世界中の基地を維持し続けた。
1940年から存続した海軍省、陸軍省、航空省は、1964年に現在の国防管理機構である国防省が役割を引き継ぐ形で、置き換えられた。

### 冷戦

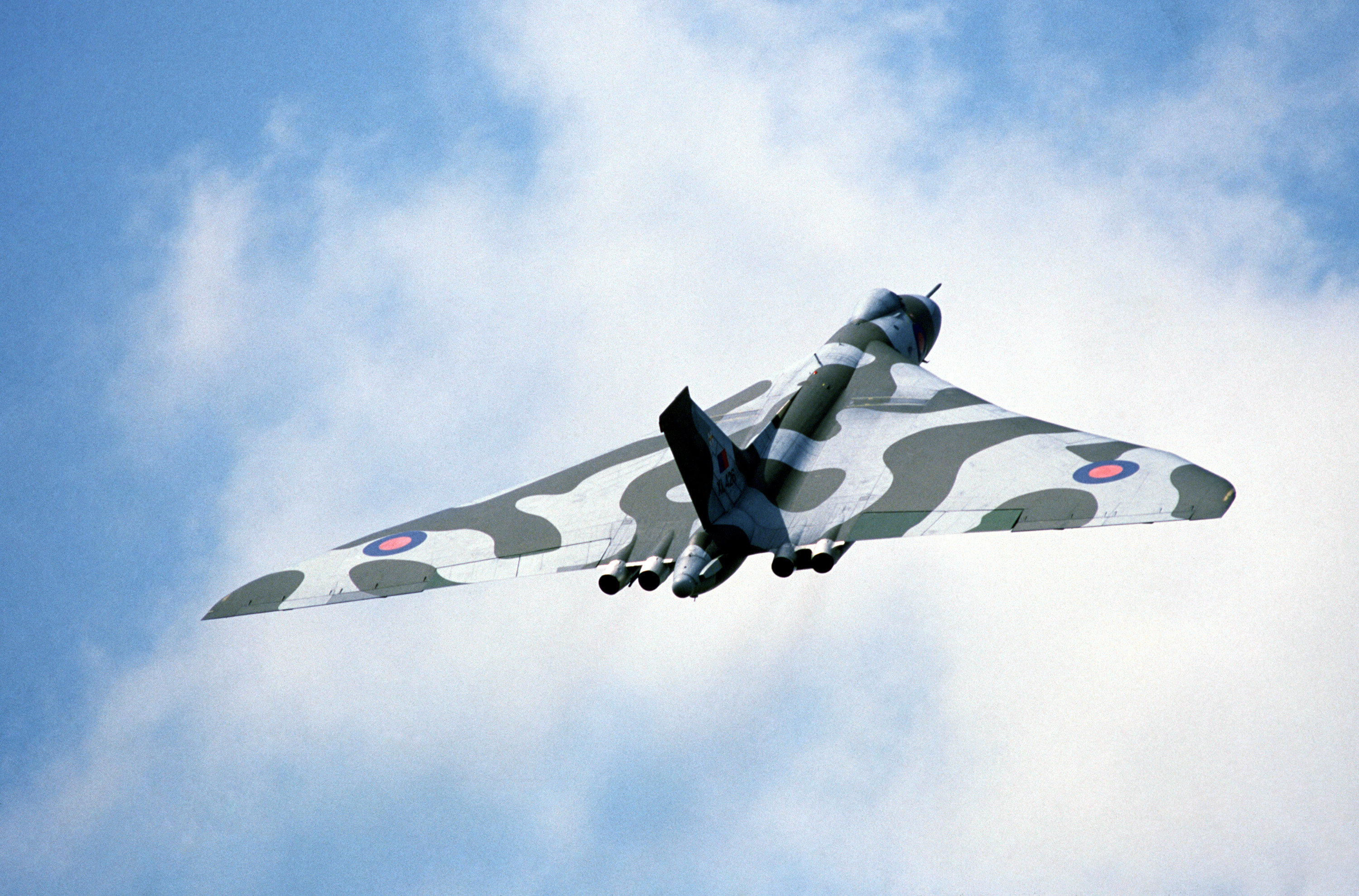
3Vボマーの1つアブロ バルカン

第二次世界大戦の終結後、経済的、そして政治的な低迷により世界的な役割の縮小として反映された。それは、1956年のスエズ戦争間に生じた政治的敗北によって表面化した。1957年度国防白書では、徴兵の廃止と、1962年までにイギリス軍の規模を690,000名とすることが決められた。政府は人員縮小後も従来の軍事力に代わるものとして、核抑止力のドクトリンを見出した。最初にイギリス空軍による自由落下爆弾式核爆弾の装備が始まったが、最終的に潜水艦発射弾道ミサイルで代替された。
イギリス軍は、治安や安全保障といった観点からスエズ以東に恒久的に配備を続けていた。しかし、経済的理由により1968年に撤退することを決定した。1970年代の中期までに、アデン、バーレーン、オマーン、シャールジャ、モーリシャス、マレーシア、シンガポールから撤退が完了した。1975年に南アフリカ、1979年にマルタとの協定の期限が切れ、現在まで維持しているブルネイや1997年に撤退した香港はスエズの東に存続したが、適度な削減が行われた。
1985年までに72,929名がヨーロッパに配置されたように、主力はヨーロッパのNATOに委託された。イギリス陸軍ライン軍団と在独イギリス空軍は、イギリス軍の中で最も大規模で、かつ最も重要な海外派遣を象徴した。東大西洋と北海においてはソビエト連邦の潜水艦に対処することが求められ、海軍の艦隊は対潜戦の専門化が行われた。このプロセスで、4隻の通常航空母艦と2隻のコマンド輸送艦が1967年から1984年にかけて退役させられた。そういったNATOへの注力に対する関心が増加する一方で、1962年に起きたインドネシア・マレーシア紛争では援助を必要とし、1970年代に北アイルランド問題やオマーンのクーデターといった低強度紛争がイギリス軍の主要任務への懸念となった。

### 冷戦終結後
冷戦終結以降、イギリス軍は国際的な役割が追求され、遠征型戦争と戦力投射に重点を置いた再編が実施された。 そのため国連、NATO、他の多国籍活動の支援の下、平和維持活動や人道支援ミッションにおいて主要な役割を果たすことが増加した。
アメリカ同時多発テロ以降、アフガニスタン（2001年～2021年）、イラク（2003年～2009年）、近年ではISILに対する軍事介入（2014年～）など、対テロ戦争（2001年～）に深く介入してきた。英国の対ISIL軍事介入は、イラク政府が要請した対ISIL空爆作戦の延長として、シリア上空での空爆作戦を開始することが議会で決議され、拡大された。空爆作戦に加え、イギリス陸軍は地上で同盟国に対して訓練と後方支援を行い、特殊空挺部隊、特殊舟艇部隊、特殊偵察連隊はシリアとイラクので様々な任務を遂行した。
イギリス軍はまた、文民当局に対する軍事支援(MACA)を通じて災害救援活動や市民生活の生活確保等のために国内で動員される場合がある。2020年3月19日、新型コロナウィルスの感染拡大を受けて、20,000名の兵力から構成されるCOVID支援部隊（CSF）が臨時創設され、コロナ専用病棟の設置や検査実施などの対応に当たった。

## 現状

### 人員
2023年7月1日現在、イギリス軍は140,300名の現役兵・4,140名のグルカ兵・33,210名の予備役を含む185,980名の人員を有する。

### 国防費
2022年度の国防予算は684億ドルで世界第6位、GDP比は2.2％である。
2010年の戦略防衛安全保障見直し（SDSR）では、財政危機とイラクからの撤兵（2009年）を理由に約8％の大幅削減を決定した。その結果、2014年度までに3軍で17,000名の人員を削減し、空母打撃群及び対潜哨戒機の一時的不在状態を生み出した。2015年のSDSRでは、NATOとロシアの緊張関係・イスラム国の台頭などを背景に、国防費をGDP比2％に引き上げ、今後10年間で新しい装備と能力に1,780億ポンドを支出することを決定した。2023年3月8日、リサ・スナク首相は今後2年間で国防費を50億ポンド増額するとともに、長期的に国防費をGDP比2.5％に引き上げる方針を明らかにした。

### 駐留国

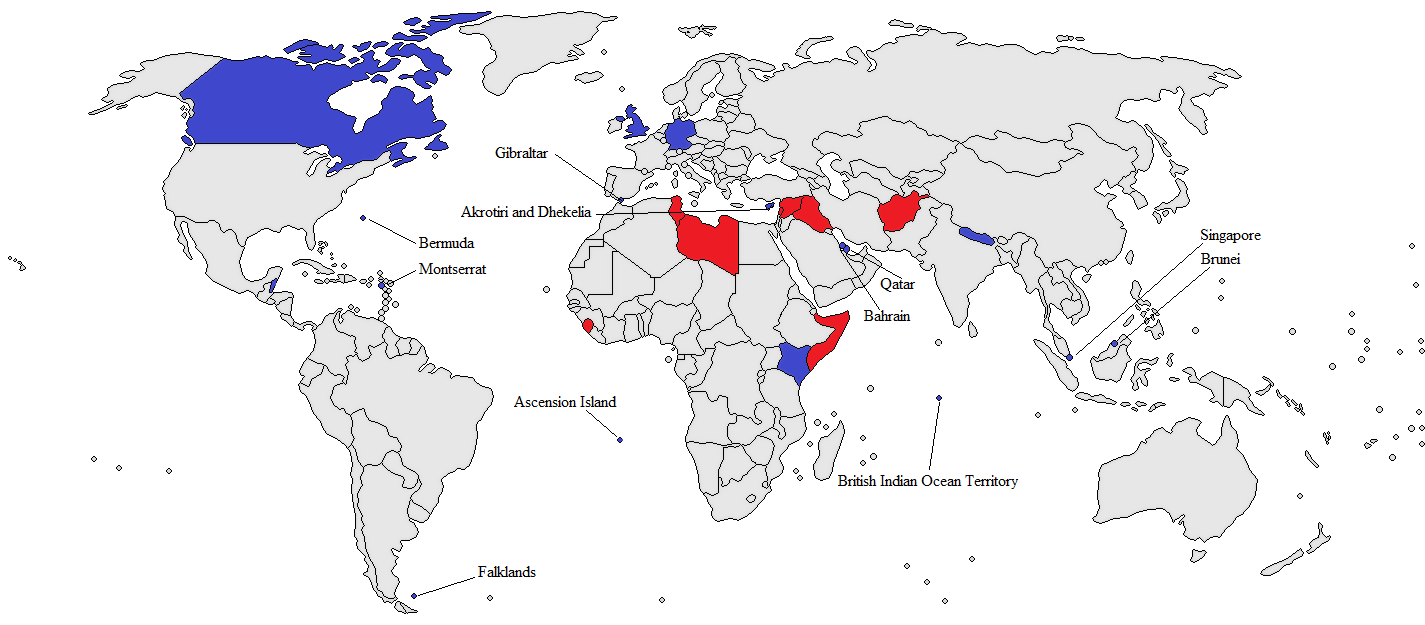
イギリス軍の駐留する国
駐留している国
軍を展開している国

イギリスは先進的技術を持つ非常に強力な包括的軍事力を世界中に配備している。国防省の公開しているデータによると、イギリス軍の部隊数は世界で28番目であるのに対し、イギリスの軍事費は世界で2位となっており、工学など軍事科学の分野に多くの資金が投じられている。
しかし、それらによって獲得したイギリス軍の幅広い能力に反し、近年の国防政策では、いかなる規模の活動であろうと諸国連合軍や多国籍軍の一部として従事するという想定が方針化している。実際にも、戦後のイギリスが単独で行った大規模な作戦行動は、自国の領土が直接侵攻を受けたことで開戦した1982年のフォークランド紛争くらいのものである。ボスニア戦争、コソボ戦争、アフガニスタン侵攻、イラク戦争など連合軍での作戦行動がほとんど慣例となりつつある。防衛政策も1998年に国防戦略見直し (SDR; Strategic Defence Review) を発表し、この計画に基づいた戦力の保持を行っている。
海外展開能力の強化や即応性の向上などに注力し、量的な軍隊からコンパクトで機能的な軍隊への転換と保持に努めるようになっており、1つの大規模作戦と2つの中規模作戦への参加を同時に行える程度の能力を目標として整備された。総国防支出も冷戦終了直後の対GDP（国内総生産） 比率4.4パーセントと比較して、現在は2.2パーセント程度の計上に減じている。

#### イギリス軍が駐留している国（一例）
- ドイツ（在独イギリス陸軍）- 在独イギリス軍の陸軍一部が駐留している。
- キプロス
  - トロードス空軍基地（レーダーサイト）
- カタール
  - アル・ウデイド空軍基地（ドーハ、カタール空軍と共同使用）

#### イギリス軍がかつて駐留していた国（一例）
- 日本
  - 江戸幕府、大日本帝国 - 英仏横浜駐屯軍
  - 大日本帝国 - イギリス連邦占領軍
- 中国
  - 清、中華民国、中華人民共和国 - 駐香港イギリス軍
  - 清、中華民国 - 威海衛連隊
  - 清、中華民国 - 華北駐屯軍
- 韓国
  - 大韓民国 - 英連邦朝鮮派遣軍

## 構成

### イギリス陸軍

主力戦車 FV4034 チャレンジャー2

イギリス陸軍 (British Army) の正規軍は、2022年現在、79,380名を、予備隊である国防義勇軍 (Territorial Army) は28,330名を有する。
陸軍の中心となっている部隊は50個の大隊 (Battalion) で、17個の連隊 (Regiment) に編成されている。ほとんどの歩兵連隊が正規兵からなる大隊と国防義勇兵からなる大隊を含んでいる。現代の歩兵には多様な役割があるが、主に空中強襲兵 (Air assault)、装甲化歩兵 (Armoured infantry)、機械化歩兵 (Mechanized infantry)、軽歩兵 (Light infantry) の4つがあげられる。連隊と大隊は陸軍の師団や旅団に必ず存在し、管理または戦術隊形として機能している。
冷戦時における機甲戦を想定した戦力構成から、イギリス陸軍は2003年に発表された世界変動に安全保障提供 (Delivering Security in a Changing World) とそれ以降の次世代軍構成 (Future Army Structure) を受け、リストラ計画を進めている。

### イギリス海軍

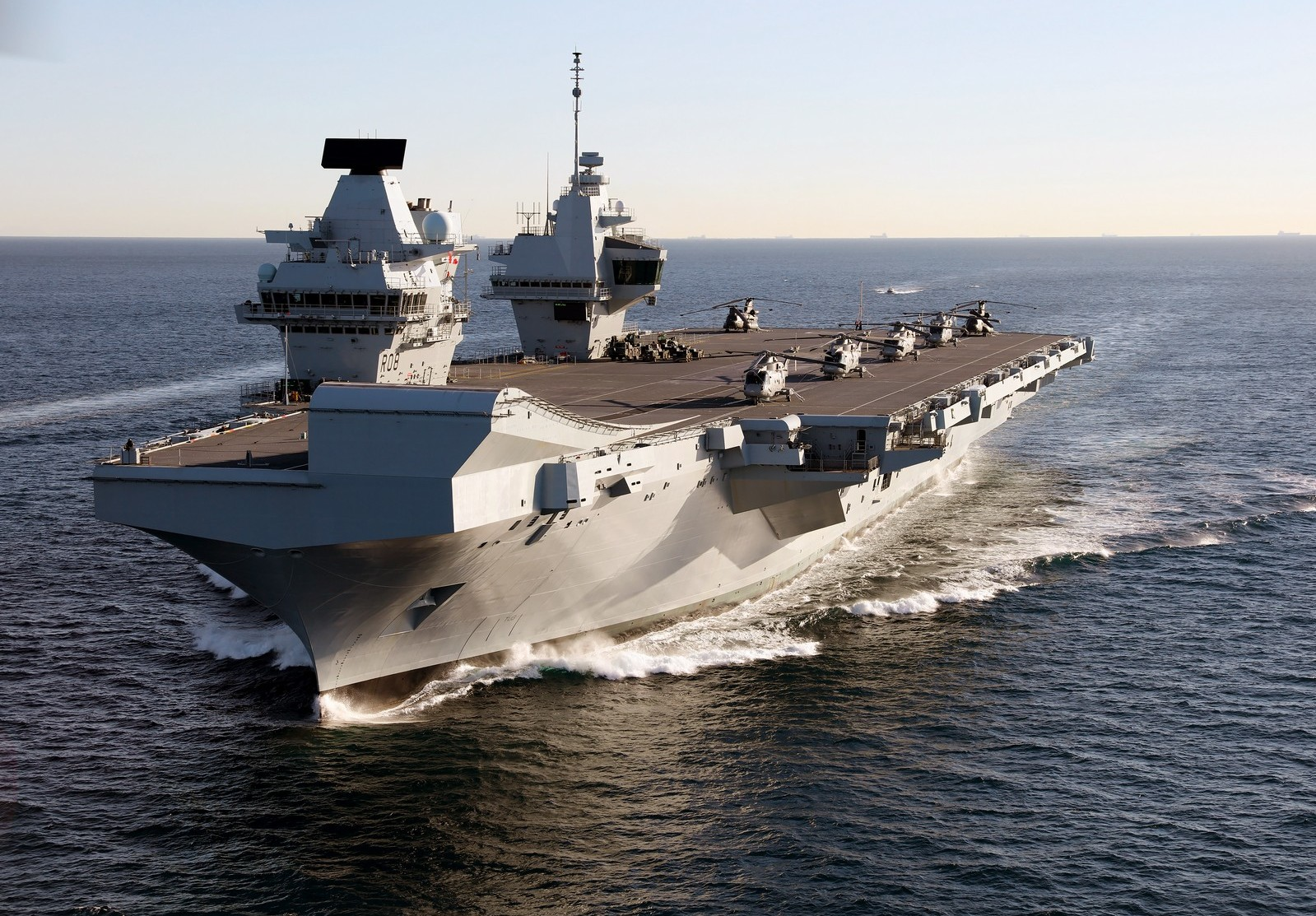
空母「クイーン・エリザベス」

イギリス王立海軍 (Royal Navy) は水上艦隊 (Surface Fleet)・潜水艦隊 (Submarine Service)・艦隊航空隊 (Fleet Air Arm) と、海兵隊 (Royal Marines)、補助艦隊 (Royal Fleet Auxiliary)、海上予備軍 (Royal Maritime Auxiliary Service) などの予備艦隊で構成されている。2023年現在、72隻からなる艦隊がイギリス海軍によって運用されており、補助艦隊の13隻がこれを支援している。イギリス海軍はアメリカ海軍やフランス海軍、日本の海上自衛隊と肩を並べる世界的な展開能力を持つ外洋海軍 (Blue-water navy) の1つに数えられる。
国防戦略見直しによって、現在はディーゼル・エレクトリック式機関を有する沿岸型潜水艦 (Hunter-Killer Submarine) が退役し、戦略型原子力潜水艦 (SSBN) など原子力推進で統一されており、イギリス海軍のヴァンガード級原子力潜水艦はイギリスの核抑止力という責務を負っている。

#### イギリス海兵隊
- 王立海兵隊 (Royal Marines) 
  - 王立海兵予備隊 (Royal Marines Reserve)

### イギリス空軍

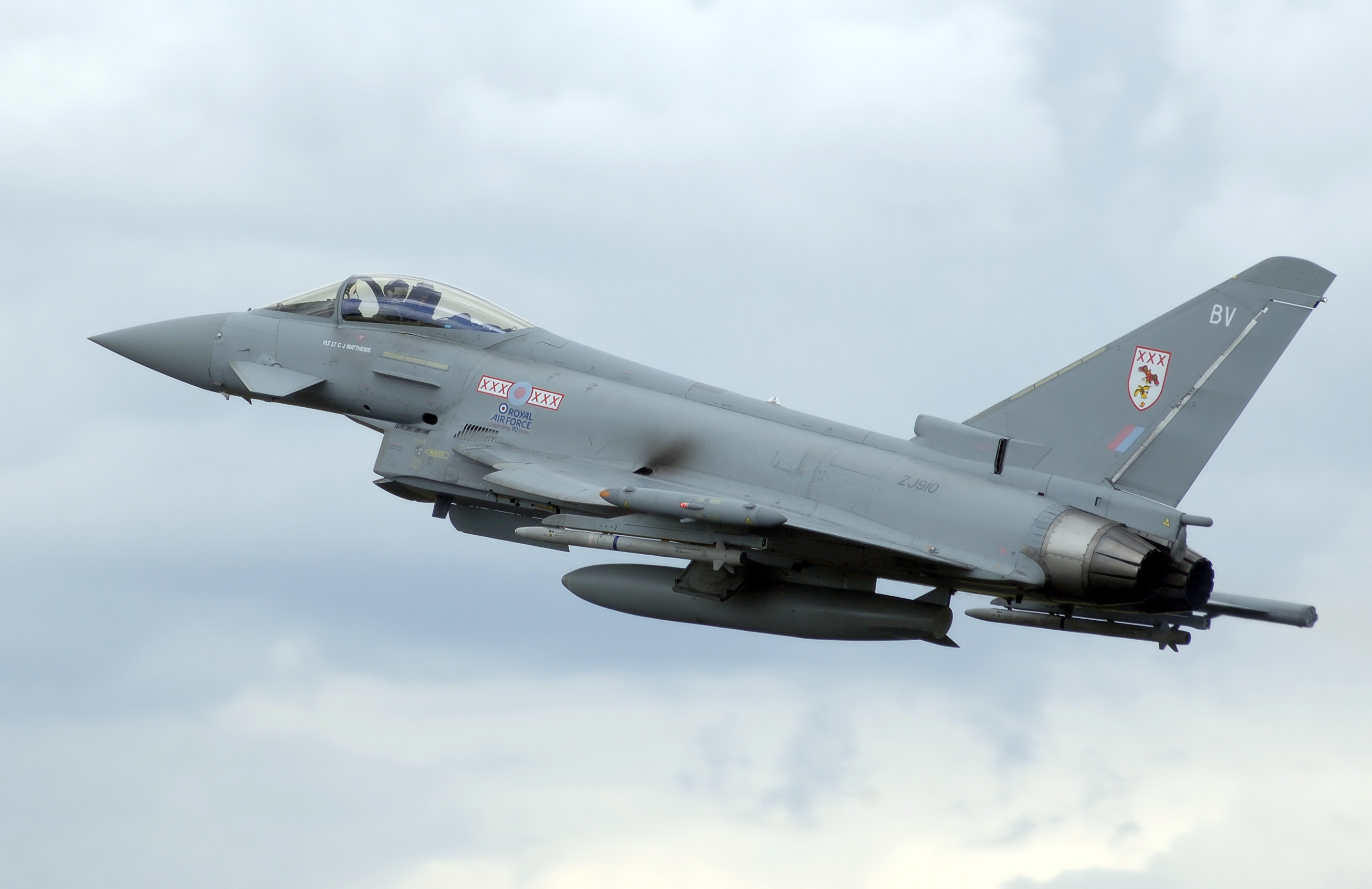
多用途戦闘機 タイフーン F Mk. 2

イギリス王立空軍 (Royal Air Force) には多様な役割に対応できる作戦可能な航空隊がある。
イギリス空軍は全機種を合わせ約793機の航空機を装備し、人員は33,200名を有する。航空軍団には戦闘、支援、管理の機能別に3個の飛行集団 (Group) が編成されている。他にもフォークランド諸島等に独立飛行班(Independent flight) が配備されている。
憲兵の役割を任ぜられる空軍警察 (RAF Police) と基地の防衛などを担う空軍連隊 (RAF Regt)などの地上部隊もイギリス空軍は保有している。しかし、基地などの施設防衛は陸軍のイギリス砲兵が引き継ぎ、削減される予定である。